# 王勇 (南陈)
王勇（？—589年），南朝陈官员。
陳宣帝太建年間，王勇为晋陵郡太守，善理政事。陳朝南康王陳方慶讨伐广州刺史馬靖，王勇担任超武将軍、東衡州刺史，兼任始興郡内史，支援陳方慶。馬靖被殺，王勇以功封龍陽县子。589年（禎明三年），隋軍渡長江，王勇担任使持節、光勝将軍、总督衡广交桂武等二十四州諸軍事、平越中郎将，準備救援建康。建康陷落，王勇移檄文于管内，征兵据守，派他的同母弟邓暠率兵五千，屯駐岭上。又派高州刺史戴智烈率领五百骑迎陳方庆，想要自掌兵权，承制总督征讨诸军事。隋朝行军总管韦洸，宣布隋文帝敕令：“若岭南平定，留勇与丰州刺史鄭萬頃且依旧职。”陈方庆闻之，怀疑王勇出卖自己，于是不从，率兵抗拒戴智烈。陳方庆败绩。王勇抓起来陳方庆的妻儿，没收其資产，分赏将帅。又令其将王仲宣、曾孝武迎西衡州刺史衡阳王陳伯信，陳伯信害怕，逃亡清远郡，曾孝武追上去杀了。是时韦洸兵至上岭，丰州刺史郑万顷据州不受王勇之召，洗夫人在高梁起兵，呼应隋軍，攻下邻郡，王勇归降，至荆州病卒。隋朝追贈大将軍、宋州刺史，追封归仁县公。